# Hans-Henning Becker-Birck
Hans-Henning Becker-Birck (* 26. September 1937 in Hohenstein, Ostpreußen; † 31. Januar 2013 in Bonn) war ein deutscher Verwaltungsjurist und Kommunalbeamter.

## Leben
Becker-Birck begann an der Georg-August-Universität Göttingen Rechtswissenschaft zu studieren. 1958 wurde er im Corps Saxonia Göttingen aktiv. Dort focht er 1959 auch eine Mensur auf die Farben des Corps Pomerania Greifswald. Als Inaktiver wechselte er an die Ludwig-Maximilians-Universität München und die Christian-Albrechts-Universität zu Kiel. 1966 wurde er in Kiel zum Dr. iur. promoviert. Er trat in den Verwaltungsdienst des Landes Schleswig-Holstein und war Persönlicher Referent des Innenministers Hartwig Schlegelberger. Von 1975 bis 1989 war er Landrat im Kreis Stormarn. Von 1990 bis 2001 war er Geschäftsführendes Präsidialmitglied des Deutschen Landkreistags in Bonn und Berlin. Er saß im Verwaltungsrat des Norddeutschen Rundfunks, dem ZDF-Fernsehrats (1996–2012) und dem ZDF-Verwaltungsrats (2002–2012). Becker-Birck war Mitglied der Christlich Demokratischen Union Deutschlands.